# Asthenolabus vitratorius
Asthenolabus vitratorius är en stekelart som först beskrevs av Johann Ludwig Christian Gravenhorst 1829.  Asthenolabus vitratorius ingår i släktet Asthenolabus och familjen brokparasitsteklar. Arten är reproducerande i Sverige. Utöver nominatformen finns också underarten A. v. italicator.